# مثل یک زن خدمت کردم
مثل یک زن خدمت کردم (به انگلیسی: Served Like a Girl) فیلم مستندی محصول سال ۲۰۱۷ دربارهٔ شرکت چند کهنه‌سرباز زن در مسابقهٔ 'دختر شایسته سرباز آمریکا' است و نگاهی دارد به زندگی پس از جنگ و رویارویی‌شان با چالش‌هایی نظیر اختلال استرسی پس از آسیب روانی، بی‌خانمانی، بیماری، طلاق و سوءاستفاده جنسی نیروی نظامی.